# Рилци
Рилци (болг. Рилци) — село в Благоевградской области Болгарии. Входит в состав общины Благоевград. Находится примерно в 5 км к юго-востоку от центра города Благоевград. По данным переписи населения 2011 года, в селе  проживало 915 человек.

## Население
| Год     | 1934 | 1946 | 1956 | 1965 | 1975 | 1985 | 1992 | 2001 | 2011 |
| ------- | ---- | ---- | ---- | ---- | ---- | ---- | ---- | ---- | ---- |
| Жителей | 383  | 433  | 418  | 469  | 729  | 778  | 802  | 852  | 915  |

| Национальность  | Человек | Процент |
| --------------- | ------- | ------- |
| болгары         | 880     | 99,66%  |
| турки           | 0       | 0%      |
| цыгане          | 0       | 0%      |
| другие          | 3       | 0,34%   |
| не определились | 0       | 0%      |
| Всего ответов   | 883     |         |

|  |